# Joint Base Elmendorf–Richardson

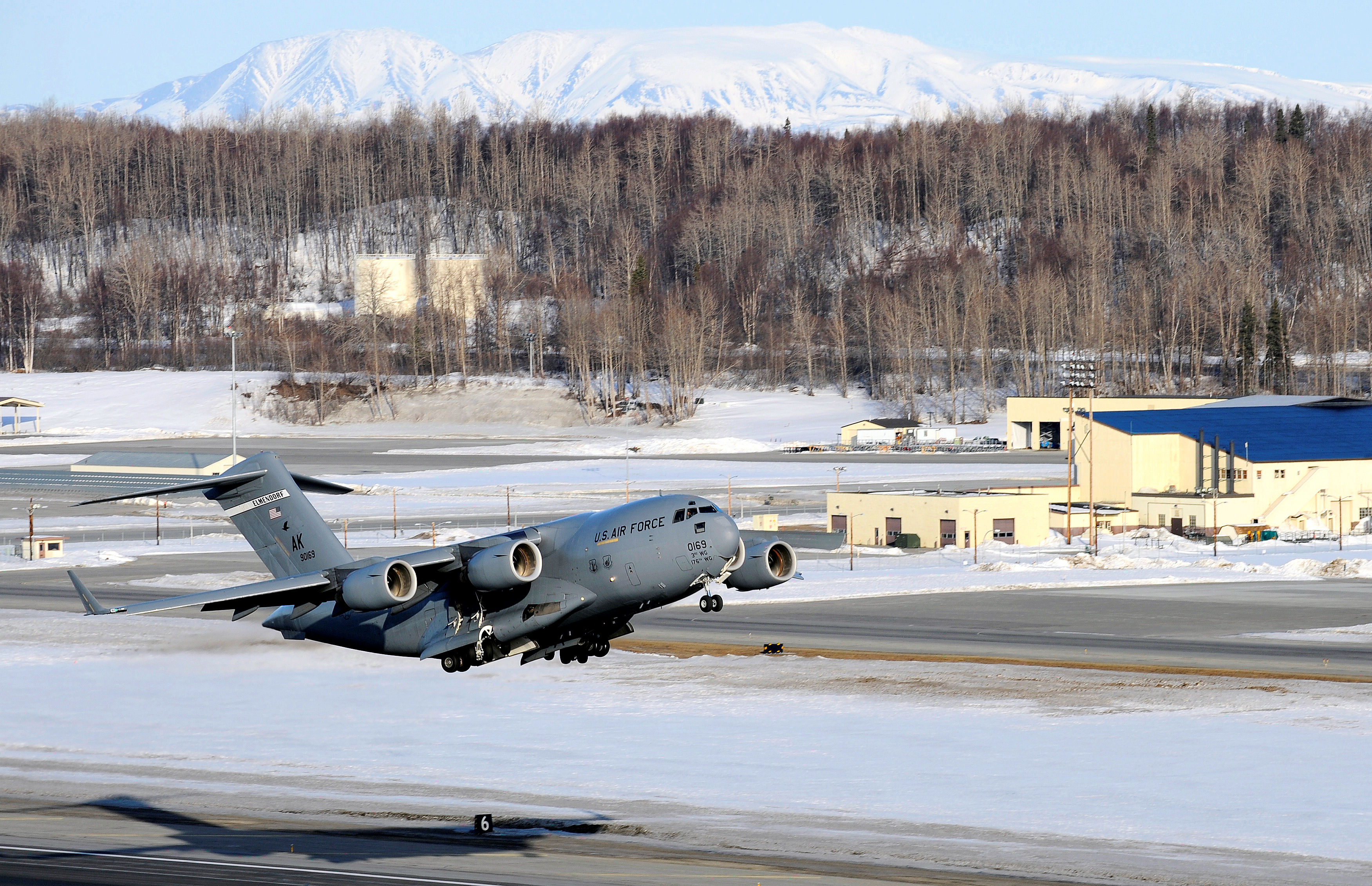
En C-17A Globemaster III lyfter från Joint Base Elmendorf-Richardson, 26 februari 2010.

Joint Base Elmendorf–Richardson är en militär anläggning och flygplats (IATA: EDF, ICAO: PAED, FAA LID: EDF) tillhörande USA:s försvarsdepartement som är belägen i delstaten Alaskas största stad Anchorage.
Basen bildades 2010 genom en sammanslagning av Elmendorf Air Force Base (USA:s flygvapen) och Fort Richardson (USA:s armé) i enlighet med rekommendationer från 2005 års BRAC-kommission.
673d Air Base Wing är basens värdförband. På Elmendorf-Richardson finns högkvarteren för Alaskan Command (som ingår i United States Northern Command), 11th Air Force, U.S. Army Alaska samt Alaskaregionen för North American Aerospace Defense Command. Basen har 5 500 anställda, såväl militärer och civilanställda.